# Bryan Reynolds (giocatore di baseball)
Bryan Patrick Reynolds (Baltimora, 27 gennaio 1995) è un giocatore di baseball statunitense, che gioca nel ruolo di esterno per i Pittsburgh Pirates della Major League Baseball (MLB).